# Weißschnauzendelfin
Der Weißschnauzendelfin (Lagenorhynchus albirostris) ist ein Meeressäuger, der nur im Nordatlantik vorkommt.

## Merkmale
Mit einer Größe von 1,10 bis 1,20 Metern bei der Geburt und einer durchschnittlichen Größe von 2,75 Metern im Erwachsenenalter gehört der Weißschnauzendelfin zu den größeren Delfinen. Die Tiere erreichen ein Gewicht bis zu 350 Kilogramm, Männchen sind etwas größer als die Weibchen.
Der Weißschnauzendelfin ist durch seine kurze kräftige cremefarbene Schnauze gekennzeichnet, auf die auch der Name dieser Art zurückgeht. Diese ist auch anatomisch deutlich vom Kopf abgesetzt. Ein weiteres deutliches Merkmal ist die sichelförmig nach hinten gebogene Rückenflosse, die als Finne bezeichnet wird. Die Brustflossen oder Flipper sind an der Basis sehr breit und an der Spitze leicht abgerundet. Der Schwanzstiel ist bauch- und rückenseits gekielt, der Hinterrand der Schwanzflosse oder Fluke ist konkav gerundet und mäßig eingekerbt.

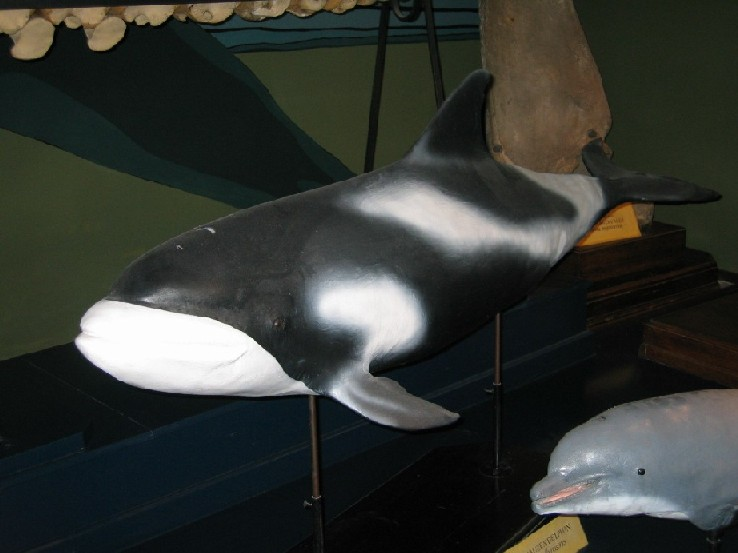
Modell-Weißschnauzendelfin

Der Rücken und die Seiten des Wales sind dunkelgrau bis schwarz, wobei sich an den Seiten jeweils zwei hellgraue Felder befinden, die auch ineinander übergehen können. Sämtliche Flossen sind ebenfalls schwarz, der Bauch und die Kehle dagegen weiß gefärbt. Bezüglich der Färbung besteht allerdings eine hohe Variabilität. So kann die Unterseite der Fluke mit weißen Flecken gesprenkelt sein oder eine dunkle Streifung vom Mund zur Brustflosse ziehen. Besonders die Form und die Verschmelzung der Seitenflecke variieren sehr stark.
Die Tiere haben mit 88 bis 93 Wirbeln die größte Wirbelanzahl aller Wale. Die Anzahl der kegelförmigen Zähne liegt mit 22 bis 25 Paar je Kiefer hingegen verglichen mit anderen Delfinen relativ niedrig.

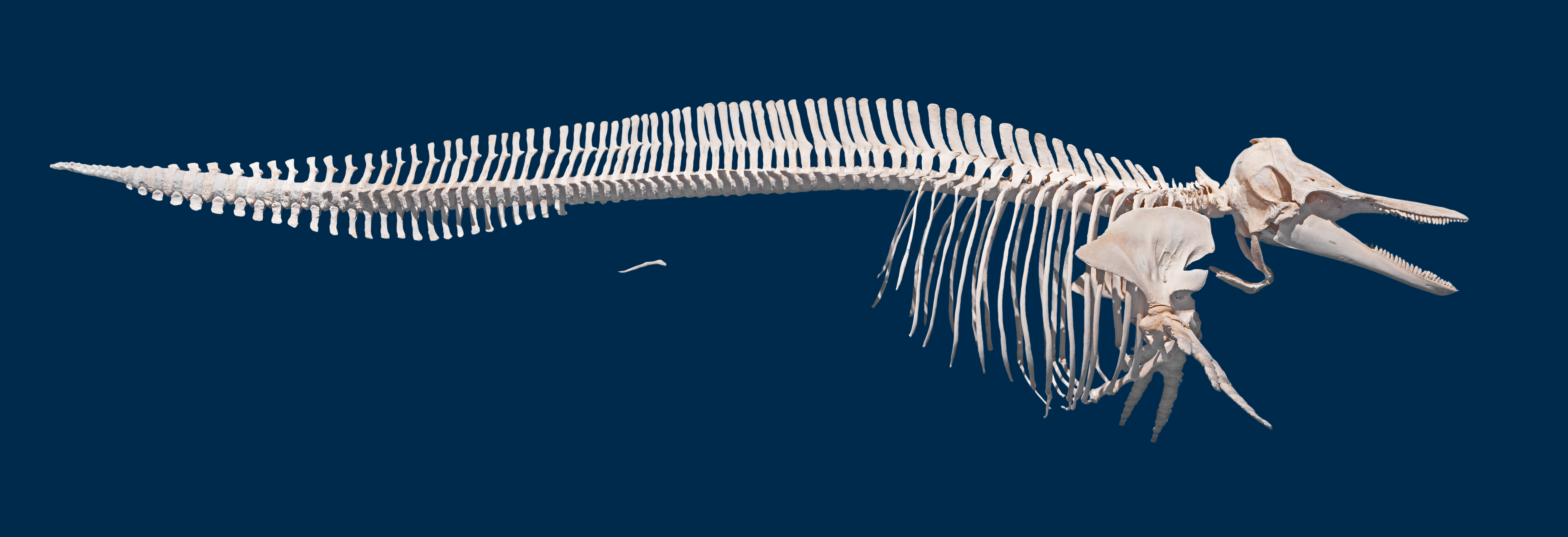
Skelett eines Weißschnauzendelfins

Der Weißschnauzendelfin wird oft mit dem Weißseitendelfin (Lagenorhynchus acutus) verwechselt, obgleich dieser im Allgemeinen weiter im Norden anzutreffen ist. Des Weiteren ist der Weißschnauzendelfin gewöhnlich größer und hat keine gelben Streifen auf seiner Seite.

## Verbreitung

Verbreitung des Weißschnauzendelfins

Der Weißschnauzendelfin ist nur im Nordatlantik verbreitet und daher eine endemische Art. Das Verbreitungsgebiet erstreckt sich in einem Band über den Ozean von Cape Cod, der Mündung des Sankt-Lorenz-Stroms und Südgrönland im Westen, um Island, hinüber nach Nordfrankreich und Spitzbergen im Osten.
In europäischen Gewässern ist er vor allem um Island verbreitet, daneben findet man ihn häufig vor Norwegen, Großbritannien, Irland, Deutschland, den Niederlanden und Dänemark. Regelmäßige Sichtungen stammen auch aus der westlichen Ostsee. Aus Nordfrankreich sind bislang erst wenige Sichtungen und Strandungen bekannt. Aus den Meeresgebieten südlich des Ärmelkanals sind keine derartigen Ereignisse bekannt, weshalb angenommen werden kann, dass der Delfin wahrscheinlich dort nicht vorkommt.
Wie auch andere Wale wandern die Weißschnauzendelfine im Frühjahr nordwärts, oft bis an den Rand des Packeises. Im Winter halten sich die Tiere in gemäßigteren Bereichen des Nordatlantik auf.

## Lebensweise
Die Weißschnauzendelfine leben vor allem im Pelagial der Gewässer, kommen jedoch auch bis an die Küsten und in die küstennahen Bereiche. Zur Jagd und in der Paarungszeit treten die Weißschnauzendelfine in Schulen von 6 bis 30 Tieren auf, es wurden aber auch schon Gruppen von bis zu 1.500 Tieren beobachtet. Auch gemischte Gruppen mit anderen Kleinwalen, vor allem dem Großen Tümmler (Tursiops truncatus) und dem Weißseitendelfin, sowie mit Großwalen wie dem Finnwal (Balaenoptera physalus) wurden gesichtet.
Die Meeressäuger ernähren sich hauptsächlich von Schwarmfischen bis zur Größe von Makrelen und Tintenfischen. Gelegentlich nehmen sie auch Beutetiere zu sich, die auf dem Meeresboden leben, etwa verschiedene Krebstiere. Als Feinde sind besonders bei den jungen Delfinen wahrscheinlich Haie und der Große Schwertwal (Orcinus orca) zu nennen, Belege dafür gibt es allerdings keine.
Die Größe der Population wird auf mehrere hunderttausend Exemplare geschätzt, wobei die Tiere im Osten ihres Verbreitungsgebietes häufiger vorkommen als im Westen.

## Fortpflanzung und Entwicklung
Man nimmt aufgrund von untersuchten Tieren an, dass die Geschlechtsreife etwa ab einer Länge von 2,50 Metern beginnt. Dies kann jedoch nicht auf das Alter übertragen werden, da Wachstumsuntersuchungen fehlen.
Aufgrund der Häufung von Jungtieren bei Strandungen im Juli bis September wird angenommen, dass die Geburtszeit in den Hochsommer fällt, über die Trächtigkeitsdauer und die Paarungszeiten sowie die Paarungsgebiete ist dagegen nichts bekannt.
Die Geburtslänge der Weißschnauzendelfine beträgt etwa 1,20 Meter, doch weder die Wachstumsrate noch das maximale Alter der Tiere sind bekannt.

## Systematik
Der Weißschnauzendelfin wurde 1846 unter der Bezeichnung Delphinus albirostris von John Edward Gray erstbeschrieben und noch im gleichen Jahr in die von ihm neu aufgestellte Gattung Lagenorhynchus verschoben. Der Weißschnauzendelfin war damit die erste beschriebene Art der Gattung. Der wissenschaftliche Gattungsname ist aus den altgriechischen Worten lagenos (Flasche) und rhynchos (Schnauze) zusammengesetzt. In die gleiche Gattung wurden außerdem fünf weitere Arten eingeordnet. Dabei handelt es sich um den Weißstreifendelfin, den Schwarzdelfin, den Weißstreifendelfin, den Peale-Delfin und den Stundenglasdelfin.
Zahlreiche Untersuchungen zeigten aber später, dass die Gattung Lagenorhynchus eine polyphyletische Gattung morphologisch ähnlicher Arten ist. Der Weißschnauzendelfin und der Weißseitendelfin nehmen eine eher basale Stellung im Stammbaum der Delfine ein; die vier übrigen Arten sind dagegen näher mit den Schwarz-Weiß-Delfinen (Cephalorhynchus) und den Glattdelfinen (Lissodelphis) verwandt. Um wieder eine Systematik mit monophyletischen Gattungen zu erreichen, wurde der Weißseitendelfin in die monotypische Gattung Leucopleurus verschoben, der Peale-Delfin und der Stundenglasdelfin wurden in die Gattung der Schwarz-Weiß-Delfine überführt, während für den Schwarzdelfin und den Weißstreifendelfin die Gattung Aethalodelphis eingeführt wurde. Dies wurde im Juli 2025 durch die Society for Marine Mammalogy anerkannt. Die Gattung Lagenorhynchus ist damit monotypisch mit dem Weißschnauzendelfin als einziger Art.

## Bedrohung und Schutz
Der Weißschnauzendelfin wird als Art mit nur sehr geringer wirtschaftlicher Bedeutung eingestuft. Es gab in der Vergangenheit durch Fischerei und Walfänge an den Küsten Kanadas, Grönlands und Skandinaviens gelegentliche Fänge der Tiere, sie waren jedoch meist nicht gezielt auf diese Wale gerichtet. Im 19. Jahrhundert wurden Weißschnauzendelfine offensichtlich regelmäßig im Osten Kanadas von Indianern in Buchten getrieben und dort getötet. 1983 wurden fünf Tiere lebend für das Aquarium in Mystic (Connecticut) gefangen. Weitere Berichte über Lebendfänge gibt es nicht.
Wie bei vielen anderen Walen stellt auch für die Weißschnauzendelfine die Verschmutzung der Meere eine Belastung dar, genaue Zahlen dazu existieren jedoch nicht. In seiner Speckschicht konnten verschiedene fettlösliche Umweltgifte wie polychlorierte Biphenyle (PCB) und Schwermetalle wie Blei, Cadmium und Quecksilber festgestellt werden. Auch eine Belastung mit Heptachlorepoxid, dem Abbauprodukt des ehemals weit verbreiteten, in Deutschland aber inzwischen verbotenen Pflanzenschutzmittels Heptachlor, konnte für diese Art nachgewiesen werden.
Der Weißschnauzendelfin fällt wie alle Kleinwale nicht unter die Schutzbestimmungen der Internationalen Walfangkommission (IWC). Er ist allerdings durch das Washingtoner Artenschutzabkommen im Anhang II gelistet, ein internationaler Handel mit entsprechenden Delfinprodukten ist entsprechend untersagt. Hinzu kommen spezielle Gesetze in verschiedenen Staaten, die die Jagd und den Handel mit Delfinen reglementieren.